# جيفرسون مينا
جيفرسون مينا (بالإسبانية: Jefferson Mena)‏ (15 يونيو 1989 في كولومبيا - ) هو لاعب كرة قدم كولومبي في مركز الدفاع. لعب مع إنديبندينتي ميديلين ونادي نيويورك سيتي.

## وصلات خارجية
- جيفرسون مينا على موقع الدوري الأمريكي (الإنجليزية)
- جيفرسون مينا على موقع قاعدة بيانات كرة القدم.إي يو (الإنجليزية)
- جيفرسون مينا على موقع Soccerway.com (الإنجليزية)
- جيفرسون مينا على موقع AS.com (الإسبانية)